# Солонгело
Солонгѐло (на италиански: Solonghello; на пиемонтски: Slonghé, Сълонге) е село и община в Северна Италия, провинция Алесандрия, регион Пиемонт. Разположено е на 220 m надморска височина. Населението на общината е 232 души (към 2010 г.).